# Fortignathus
Fortignathus es un género extinto de crocodiliforme neosuquio que vivió durante el Cretácico Inferior de lo que ahora es el norte de África (Níger).

## Sistemática
La especie tipo de Fortignathus, F. felixi, fue nombrada como una especie de Elosuchus, E. felixi, por de Lapparent de Broin en 2002 para material de la Formación Echkar albiana-cenomaniana tardía de Níger. Sin embargo, un estudio publicado en 2017 por Mark Young y sus colegas encontró que E. felixi estaba más estrechamente relacionado con Dyrosauridae que con Elosuchus y lo rebautizó como Fortignathus.